# 麥基諾鎮區 (伊利諾伊州塔茲韋爾縣)
麥基諾鎮區（英語：Mackinaw Township）是位於美國伊利諾伊州塔茲韋爾縣的一個行政鎮區。

## 地方資料
根據2010年美國人口普查的數據，麥基諾鎮區的面積為94.10平方千米，當中陸地面積為93.60平方千米，而水域面積為0.50平方千米。當地共有人口4399人，而人口密度為每平方千米46.75人。